# شمرة (الرقة)
شمرة قرية سورية تتبع ناحية السبخة في منطقة مركز الرقة في محافظة الرقة. بلغ عدد سكانها 6147 نسمة في عام 2004 حسب إحصاء المكتب المركزي للإحصاء.